# Квасной патриотизм
Квасно́й патриоти́зм (ла́потный патриоти́зм, казённый патриоти́зм, ура́-патриоти́зм) — ироничное выражение в русском языке, обозначающее безусловное восхваление всего отечественного. Противопоставляется подлинному патриотизму, допускающему признание и неприятие отрицательных черт своего государства, а также борьбу с ними.

## История выражения
Это выражение впервые употребил князь Вяземский в своих «Письмах из Парижа»:

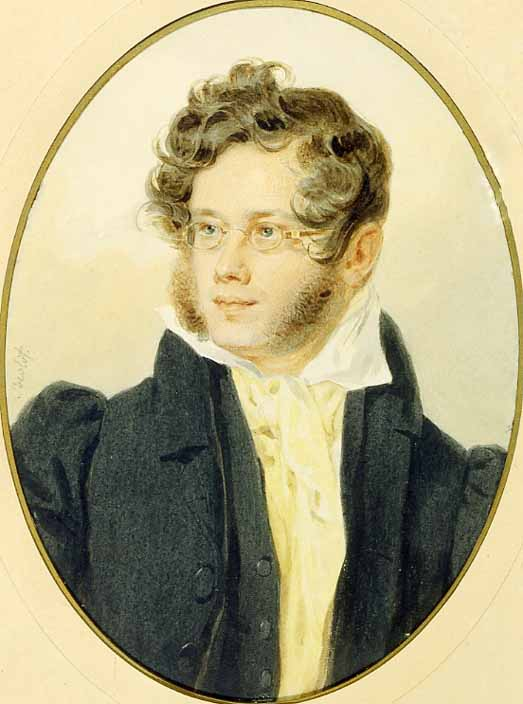
Князь П. А. Вяземский, 1824

Многие признают за патриотизм безусловную похвалу всему, что своё. Тюрго называл это лакейским патриотизмом, du patriotisme d'antichambre. У нас можно бы его назвать квасным патриотизмом. Я полагаю, что любовь к отечеству должна быть слепа в пожертвованиях ему, но не в тщеславном самодовольстве; в эту любовь может входить и ненависть. Какой патриот, какому народу ни принадлежал бы он, не хотел бы выдрать несколько страниц из истории отечественной, и не кипел негодованием, видя предрассудки и пороки, свойственные его согражданам? Истинная любовь ревнива и взыскательна.

«Письма из Парижа» в первый раз были напечатаны в 1827 году в журнале «Московский телеграф», и некоторые исследователи ошибочно приписывают авторство выражения редактору журнала Н. А. Полевому.
Квас имел с древних времён самое широкое распространение в России и считался «народным» напитком. В разгоревшемся в XIX веке противостоянии славянофилов и западников выражение «квасной патриотизм» было быстро подхвачено последними для иронизирования над оппонентами. Последовательный западник Белинский называл это «счастливым выражением» Вяземского. В письме Кавелину (1847) Белинский пишет: «Терпеть не могу я восторженных патриотов, выезжающих вечно на междометиях или на квасу да каше».
Так квас стал напитком «патриотическим» и стал символизировать «коренное», «истинное» славянство, отечестволюбие и восторженный патриотизм. Именно в таком контексте читались строки в рассказе Тургенева «Два приятеля»:

Квас любил он, по собственному выражению, как отца родного, а вина французские, особенно красные, терпеть не мог и называл их кислятиной.